# Clara Mamet
Pour les articles homonymes, voir Mamet.
Clara Mamet, née le 29 septembre 1994, est une actrice américaine. Elle est surtout connue pour son rôle d'Amber Weaver dans la série télévisée The Neighbors.

## Famille
Fille de David Mamet et Rebecca Pidgeon, elle est la demi-sœur de Zosia Mamet et a un frère, Noah.

## Carrière
Mamet s'émancipe et quitte l'école secondaire à l'âge de 16 ans afin d'entamer une carrière d'actrice,. Passant sans succès des auditions, elle décide de se mettre à l'écriture.
Mamet écrit, réalise et joue dans son premier film Two-Bit Waltz (2014), une production semi-autobiographique avec William H. Macy, sa mère Rebecca Pidgeon et Jared Gilman.
Mamet écrit également les pièces Paris et The Solvit Kids (co-écrite avec Jack Quaid).
Avec sa sœur Zosia, elle forme le duo The Cabin Sisters. Afin de réaliser un vidéoclip, elles lancent une campagne sur la plateforme Kickstarter qui a été fortement critiquée,.